# Life Insurance Corporation of India
Life Insurance Corporation of India est une entreprise publique d'assurance indienne. Elle est fondée en 1956 par la nationalisation de compagnies d'assurance par une loi du parlement de l'Inde.